# .au (datotečni format)
.au, zvučni datotečni sadržajni format koji rabi Audacity za pohranu negubitnih, nesažimajućih, pulsno-kodno modulacijskih (PCM) zvučnih podataka. Ne brkati s datotekama Sun/NeXT AU datotekama koje su obično U-Law encoded PCM datoteke, ali mogu biti bez zaglavlja (headerless). 